# Brest (gmina Sztip)
Brest (mac. Брест) – wieś w gminie miejskiej Sztip w środkowej Macedonii Północnej.

## Demografia
Według spisu ludności z 2002 we wsi Brest mieszkało 23 mieszkańców.

### Rasy i pochodzenie
Według wyżej wspomnianych danych we wsi Brest mieszkało 23 Macedończyków.